# Niewierni (serial telewizyjny)
Satisfaction (serial telewizyjny) – dramat obyczajowy, amerykański, serial telewizyjny  wyprodukowany przez Universal Cable Productions. Twórcą serialu jest Sean Jablonski. Serial jest emitowany od 17 lipca 2014 roku przez stacja USA Network.
2 października 2014 roku, stacja USA Network zamówiła 2 sezon

 W Polsce serial jest emitowany od 12 lipca 2015 roku przez Canal+ Seriale.

26 lutego 2016 roku, stacja USA Network ogłosiła zakończenie produkcji serialu po dwóch sezonach

## Fabuła
Serial opowiada o małżeństwie Truman, którzy zmagają się z kryzysem wieku średniego. Neil przez przypadek odkrywa, że jego żona ma romans.

## Obsada

### Główna
- Matt Passmore jako Neil Truman
- Stephanie Szostak jako Grace Truman
- Michelle DeShon jako Anica Truman
- Katherine LaNasa jako Adrianna
- Blair Redford jako Simon
- Deanna Russo jako Stephanie, siostra Grace

### Drugoplanowe
- Tzi Ma jako Zen Master
- Leon Thomas III jako Mateo
- Michael Vartan jako Dylan, fotograf[5]

## Odcinki
| Sezon | Sezon | Odcinki | Oryginalna emisja USA Network | Oryginalna emisja USA Network | Oryginalna emisja Canal+ Seriale | Oryginalna emisja Canal+ Seriale | Oryginalna emisja Canal+ Seriale |
| Sezon | Sezon | Odcinki | Premiera sezonu               | Finał sezonu                  | Premiera sezonu                  | Finał sezonu                     |                                  |
| ----- | ----- | ------- | ----------------------------- | ----------------------------- | -------------------------------- | -------------------------------- | -------------------------------- |
|       | 1     | 10      | 17 lipca 2014                 | 18 września 2014              | 12 lipca 2015                    | 16 sierpnia 2015                 |                                  |
|       | 2     | 10      | 16 października 2015          | 18 grudnia 2015               | 4 września 2016                  | 5 października 2016              |                                  |